# Hit Parade of 1943
Hit Parade of 1943 (Alternativtitel: Change of Heart) ist ein Musicalfilm, der als Produktion der Republic Pictures unter der Regie von Albert S. Rogell gedreht wurde.

## Hintergrund
Hit Parade of 1943 gehörte zu einer Filmreihe gleichen Titels, die  sich an das Hit Parade-Radioprogramm anlehnte, das von dem Zigarettenhersteller Lucky Strike gesponsert wurde.

## Handlung
Susan Hayward betätigt sich in ihrer Filmrolle als Ghostwriterin für den Komponisten John Carroll. Deren romantische Treffen, die in Gesangs- und Tanzszenen münden, wurden umrahmt von Auftritten einer Reihe von afroamerikanischen Musikern, Tänzern und Bands, darunter Dorothy Dandridge, Count Basie, Freddy Martin, Ray McKinley, Ernie Morrison, The Golden Gate Quartet, Jack Williams, „Pops & Louie“ (Albert Whitman und Louis Williams) und  Chinita Marin.

## Auszeichnungen
Der Song Change of Heart, im Film vorgestellt von John Carroll und geschrieben von Jule Styne und Harold Adamson, erhielt 1944 eine Oscar-Nominierung in der Kategorie Bester Song und war Titel der Neuauflage des Films 1949. Walter Scharf erhielt ebenso eine Oscar-Nominierung in der Kategorie Beste Filmmusik – Musical.

## Songs
Neben Change of Heart wurden in dem Film die Jule-Styne-Lieder Take a Chance, Who Took Me Home Last Night?, Harlem Sandman, That’s How to Write a Song, Do These Old Eyes Deceive Me und Tahm-Boom-Bah vorgestellt.